# 坦波夫足球俱乐部
坦波夫足球俱乐部（前身坦波夫斯巴达克足球俱乐部）是来自坦波夫的一个俄罗斯足球队。在2013–14赛季，他们在俄罗斯职业足球联赛开始比赛。尽管他们当赛季，但是球队幸运地没有降级，因为他们前面有球队因为经济原因而退出了联赛。
在2016–17赛季，他们首次升入俄甲联赛，2016–17赛季的最后一天，他们需要击败哈巴罗夫斯克能源队以获得第4名，才有机会晋级附加赛获得升入俄超的机会，但这场比赛以 2–2 的比分结束，坦波夫最终位列第五名无缘升级附加赛。
2021年，球隊由於自2020-21賽季的歇冬期開始的財困持續，因而宣佈破產和解散。